# Comitatul Wheatland, Alberta
Comitatul Wheatland, din provincia Alberta, Canada este un district municipal, amplasare coordonate 51°02′16″N 113°24′01″W / 51.037778°N 113.400278°V. Districtul se află în Diviziunea de recensământ 5. El se întinde pe suprafața de 4,539.26 km2  și avea în anul 2011 o populație de 8,2859 locuitori.
Cities Orașe
--
Towns Localități urbane
- Strathmore

Villages Sate
- Hussar
- Rockyford
- Standard

Summer villages Sate de vacanță
--
Hamlets, cătune
- Carseland
- Chancellor
- Cheadle
- Cluny
- Gleichen
- Lyalta
- Namaka
- Nightingale
- Rosebud

Așezări
- Ardenode
- Baintree
- Caruso
- Crowfoot
- Dalum
- Dunshalt
- Eagle Lake
- Gayford
- Grierson
- Grieseach
- Hamlet
- Hawick
- Makepeace
- Phidias
- Redland
- Rosebud Creek
- Stobart
- Strangmuir
- Towers
- Tudor

1. 1 2  Population and dwelling counts, for Canada, provinces and territories, and census subdivisions (municipalities), 2016 and 2011 censuses – 100% data (în engleză), 20 februarie 2019